# مود أبوت
مود إليزابيث سيمور أبوت (بالإنجليزية: Maude Elizabeth Seymour Abbott)‏ ـ (18 مارس 1869 ـ 2 سبتمبر 1940) هي طبيبة كندية، تعد واحدة من أوائل خريجات مدارس الطب في العصر الحديث. كانت ذات شهرة عالمية في أمراض القلب الخلقية، وهي من أوائل النساء اللائي حصلن على درجة البكالوريوس في الآداب (BA) من جامعة مكغيل الكندية.